# Grandvillars
Grandvillars is een gemeente in het Franse departement Territoire de Belfort (regio Bourgogne-Franche-Comté). Grandvillars telde op 1 januari 2022 2.963 inwoners. De plaats maakt deel uit van het arrondissement Belfort. In het Elzassisch of het Duits heette de plaats vroeger Granweiler.

## Geschiedenis
De naam Grand Villari werd voor het eerst genoemd in de 7e eeuw. Er kwam een primitief mottekosteel. Tussen 1330 en 1342 kreeg Grandvillars een stadsmuur en een kasteel. In 1648 door de Vrede van Westfalen werden de streek bij Elzas en bij Frankrijk aangehecht. In 1787 liet de familie Peseux, heren van Grandvilars, een nieuw kasteel bouwen. In de 19e eeuw kwam er industrie in de gemeente en er werden arbeiderswijken gebouwd.
Op 18 november 1944 werd er hevig om Grandvillars gevochten. Er vielen 500 obussen op de gemeente en zeven burgers kwamen om het leven.

## Geografie
De oppervlakte van Grandvillars bedroeg op 1 januari 2022 15,17 vierkante kilometer; de bevolkingsdichtheid was toen 195,3 inwoners per km². De Allaine stroomt door de gemeente.
De onderstaande kaart toont de ligging van Grandvillars met de belangrijkste infrastructuur en aangrenzende gemeenten.

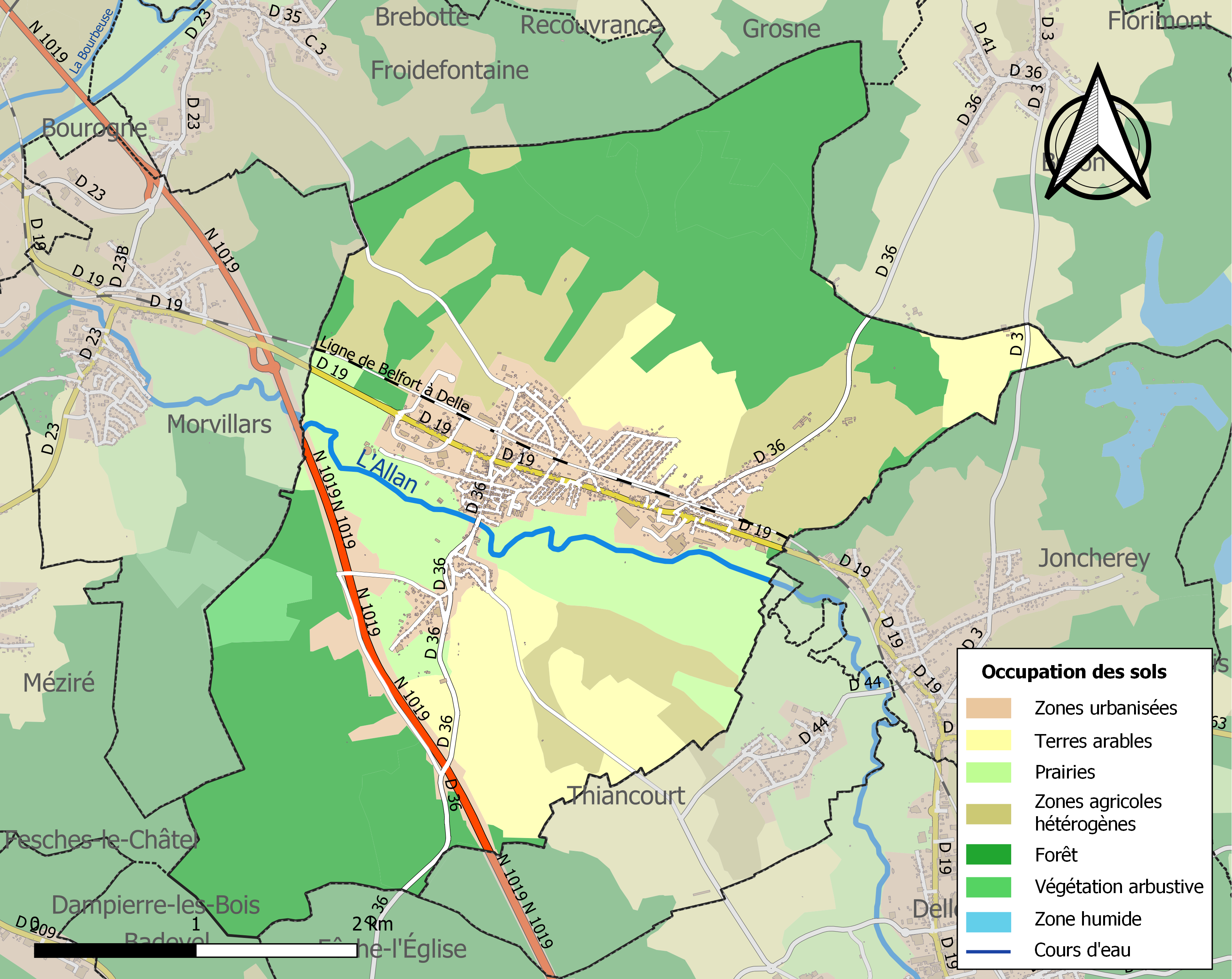

## Demografie
Onderstaande figuur toont het verloop van het inwonertal (bron: INSEE-tellingen).